# Дашковецька сільська рада (Літинський район)
Дашковецька сільська рада — колишній орган місцевого самоврядування у Літинському районі Вінницької області з адміністративним центром у с. Дашківці.

## Населені пункти
Сільській раді були підпорядковані населені пункти:
- с. Дашківці
- с. Іскриня
- с. Лукашівка

## Склад ради
Рада складалася з 20 депутатів та голови.

## Керівний склад сільської ради
| ПІБ                        | Основні відомості                                                                     | Дата обрання | Дата звільнення |
| -------------------------- | ------------------------------------------------------------------------------------- | ------------ | --------------- |
| Клименко Тетяна Петрівна   | Сільський голова, 1955 року народження, освіта, позапартійна                          | 26.03.2006   | 31.10.2010      |
| Медяний Віктор Миколайович | Сільський голова, 1960 року народження, освіта незакінчена вища, член Партії регіонів | 31.10.2010   |                 |

Примітка: таблиця складена за даними джерела